# 吳尚友 (大興)
吳尚友，大兴人，清朝政治人物。优贡生出身。
乾隆十二年（1747年），擔任清朝廣州府南海縣知縣。后由暴煜接任。